# Buchnera keilii
Buchnera keilii là loài thực vật có hoa thuộc họ Cỏ chổi. Loài này được Mildbr. mô tả khoa học đầu tiên năm 1911.